# Melbourne-Est
East Melbourne
Melbourne-Est [mɛlbuʁn ɛst] ou East Melbourne [ist mɛlbuʁn] (anglais : East Melbourne [iːst ˈmelbn̩]) est une banlieue de Melbourne, Australie situé à l'est du centre-ville.